# Теорема Стоуна о представлении булевых алгебр
Теорема Стоуна о представлении булевых алгебр утверждает, что каждая булева алгебра изоморфна некоторому полю множеств. 

## История
Теорема была доказана Стоуном в 1936 году. 
Эта теорема послужила отправной точкой в изучении спектральной теории операторов на гильбертовом пространстве.

## Пространства Стоуна
Для каждой булевой алгебры B существует топологическое пространство, 
так называемое пространство Стоуна, обозначемое S(B). 
Точки в S(B) являются ультрафильтрами B, то есть гомоморфизмами из B в булеву алгебру из двух элементов. 
Топология на S(B) задаётся замкнутой базой, состоящей из всех множеств вида
{\displaystyle \{x\in S(B)\mid b\in x\},}
где b является элементом B. 
Для каждой булевой алгебры B пространство S(B) является компактным, вполне несвязным хаусдорфовым пространством.
Такие пространства также называются проконечными. 
Верно и обратное: набор подмножеств, которые одновременно открыты и замкнуты в проконечном пространстве X, образуют булеву алгебру.

## Формулировка
Теоремы Стоуна о представлении булевых алгебр.  
Каждая булева алгебра B изоморфна алгебре подмножеств, которые одновременно открыты и замкнуты в своём пространстве Стоуна S(B).
Изоморфизм посылает элемент b∈B в множество всех ультрафильтров, содержащих b.
По построению, это множество открыто и замкнуто.
Ниже приведено уточнение теоремы на языке теории категорий.
Это уточнение является одним из первых содержательных примеров двойственности категорий.
Доказательство требует аксиомы выбора или её слабой формы.
Уточнение теоремы. Существует двойственность между
категорией из Булевых алгебр
и категорией проконечных пространств, 
то есть проективных пределов систем конечных множеств {\displaystyle F_{i}}, {\displaystyle i\in I}, снабженных дискретной топологией.
Эта двойственность влечёт, что каждому гомоморфизму {\displaystyle A\to B} между булевыми алгебрами естественным образом соответствует непрерывное отображение {\displaystyle S(B)\to S(A)}.
Иными словами, между этими категориями существует контравариантный функтор.

## Вариации и обобщения
- Эта теорема является частным случаем двойственности Стоуна[англ.] между категориями топологических пространств и частично упорядоченных множеств.
  - Обобщение двойственности Стоуна на категорию булевых пространств (то есть нуль-мерных локально компактных Хаусдорфовых пространств) было получено Г. Д. Димовым.